# Carl Rydberg (författare)
Carl Henrik Rydberg, född 6 juni 1820 i Karlskrona, död 9 maj 1902 i Stockholm, var en svensk författare och journalist.
Carl Rydberg var son till hovrättskommissarien Erik Rydberg och hans hustru Anna Beata f Svanberg. Efter att ha varit elev vid elementarläroverket i Karlskrona tjänstgjorde Carl 1842–1843 som extraordinarie kontorsskrivare vid Stockholms stads byggnadskontor, varefter han en kortare tid var extraordinarie kanslist i poliskammaren i Stockholm. 
Carls intressen var dock främst litterära, och 1844 debuterade han med novellen Ett litet manuskript, införd som följetong i Aftonbladet. Han övergick samma år helt till journalistiken och inträdde i Aftonbladets redaktion, där han stannade till 1851, så länge tidningen var i Lars Johan Hiertas ägo. Rydberg hade bland annat ansvaret för teater- och bokanmälningar. 1847–1852 medarbetade han även - ofta under signaturen Paul Barock - i Rudolf Walls Friskytten, där han särskilt väckte uppseende med sin mot de nya ägarna av Aftonbladet riktade polemiska artikelserie Friskytten contra Aftonbladsmagistrarne (1852).
Rydberg vann anseende för sin intelligenta och kåserande stil. Hans penna kunde vara vass, såsom då han beskyllde studentskandinavismen för att "ha tagit öl för ärende och gjort punschbålen till sitt unionstecken". I övrigt var han i Friskytten en flitig författare av noveller och skisser. En del av dessa utgavs 1854 under titeln Krimskrams.
Rydberg upptog en ny genre inom tidningslitteraturen genom utgivandet av skämttidningen Kapten Puff 1855–1865 och 1871–1874, varav ett urval utgavs 1866 under titeln Ur kapten Puffs språklåda. I övrigt medarbetade Rydberg i olika tidningar, var 1867–1868 på nytt medarbetare i Aftonbladet, 1868–1869 chefredaktör för Stockholms-Posten, 1875–1877 medarbetare i Dagens Nyheter samt 1854–1865 och från 1878 till kort före sin död medlem av redaktionen för Post- och Inrikes Tidningar. Ett stort antal av Rydbergs alster publicerades i de dåtida kalendrarna. Han utgav också två supplementband till August Blanches samlade arbeten (1877). Rydberg skrev åtskilliga lustspel, bland vilka särskilt märks pjäsen Också en profet, som blev flitigt spelad på Stockholms teatrar. Satiren i pjäsen var riktad mot Napoleon III. Populära enaktare var Nyårsmorgonen i Storkyrkotornet och En knalleffekt.